# Wolfram Knauer

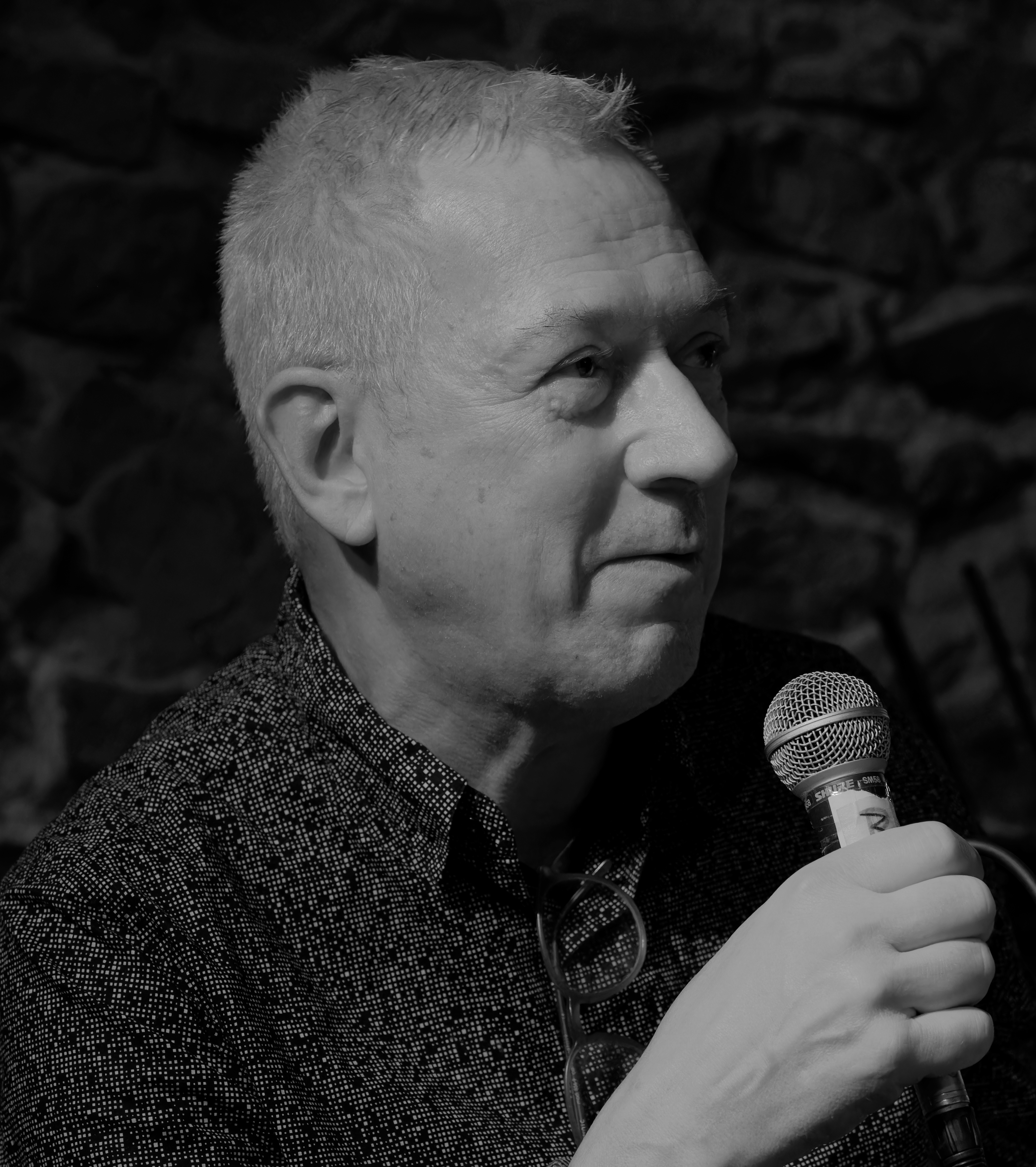
Wolfram Knauer 2023

Wolfram Knauer (* 1958 in Kiel) ist ein deutscher Musikwissenschaftler, Jazzforscher und Gründungsdirektor (bis 2024) des Jazzinstituts Darmstadt.

## Leben und Wirken
Knauer, Sohn von Gerlinde und Norbert Knauer, studierte Musikwissenschaft, Anglistik und Amerikanistik, Kunstgeschichte und Soziologie an der Universität Kiel. Er promovierte dort 1989 über Zwischen Bebop und Free Jazz – Komposition und Improvisation des Modern Jazz Quartetts (erschienen bei Schott 1990). Er war von seiner Gründung 1990 bis Februar 2024 Direktor des Jazzinstituts Darmstadt, das er – ausgehend von der Sammlung von Joachim Ernst Berendt – zu einem international renommierten Zentrum der Jazzforschung ausbaute. Er organisierte regelmäßig das Darmstädter Jazzforum, dessen Ergebnisse in den Darmstädter Beiträgen zur Jazzforschung veröffentlicht werden (Bd. 1 wurde 1990 herausgegeben von Ekkehard Jost), die Darmstädter Jazz Talks und die Darmstädter Jazz Conceptions.
Knauer verfasste auch Rundfunkbeiträge und ist im Beratergremium des New Grove Dictionary of Jazz (Herausgegeben von Barry Kernfeld, 2003 Oxford University Press), speziell zum europäischen Jazz. Er verfasste auch Beiträge für den International Dictionary of Black Composers (Hrsg. Sam Floyd, erschienen 1999 bei Fitzroy Dearborn). Im Jazzinstitut gab er auch im Jazz Index Bibliographien zu Jazzmusikern heraus. Er lehrte an mehreren Universitäten, so 1992 bis 2000 und wieder ab 2021 an der Universität Mainz; 2008 war Knauer als erster Nichtamerikaner Louis Armstrong Professor of Jazz Studies an der Columbia University in New York. Zusammen mit Cord Meijering und Thomas Schäfer ist er einer der drei Gastgeber der Darmstädter Musikgespräche (seit 2010), außerdem Mitinitiator der Mainzer Jazzgespräche (seit 2015).
Bis 2012 war Knauer Vorsitzender des Musikbeirats des Goetheinstituts, dem er seit 2005 angehörte. Von 2014 bis 2020 war er einer der  Sprecher der Bundeskonferenz Jazz.

## Ehrungen
- 2002 Hessischer Jazzpreis

## Werke (Auswahl)
Monographien
- Zwischen Bebop und Free Jazz. Komposition und Improvisation des Modern Jazz Quartetts. Schott Verlag, Mainz 1990, ISBN 3-7957-1863-5 (Band 1. Text, Bd. 2 Noten; zugl. Dissertation, Universität Kiel 1989).
- Louis Armstrong. Reclam-Verlag, Stuttgart 2010, ISBN 978-3-15-018717-3.
- Charlie Parker. Reclam-Verlag, Stuttgart 2014, ISBN 978-3-15-020342-2.
- Duke Ellington. Reclam, Stuttgart 2017, ISBN 978-3-15-011127-7.
- »Play yourself, man!« Die Geschichte des Jazz in Deutschland. Reclam, Stuttgart 2019, ISBN  978-3-15-011227-4

Aufsätze
- Simulated Improvisation in Duke Ellington's Black, Brown & Beige, in: The Black Perspective in Music, 18/1–2 (1990), ISSN 0090-7790, S. 21–38.
- Paris Blues. Jazz im Paris der Nachkriegszeit, in: Bernd Wilczek (Hrsg.): Paris 1944–1962. Dichter und Denker auf der Straße, Buehl 1994, ISBN 978-3-89151-301-9, S. 178–201.
- Musikwissenschaft und Jazz, in: Sabine Ehrmann-Herfort (Hrsg.): Musikwissenschaft und Berufspraxis, Darmstadt 1996, ISBN 978-3-534-12621-7, S. 46–57.
- Die Jazzpresse zwischen Kommerz, Information und Diskussion, in: Gerhard Eder, Wolfgang Gratzer & Alfred Smudits (Hrsg.): Jazz, Neue Musik und Medien, Saalfelden 1996, S. 116–118.
- Jazz, in: Ludwig Finscher (Hrsg.): Die Musik in Geschichte und Gegenwart, Sachteil Band 4, Kassel 1996, ISBN 978-3-7618-1105-4, S. 1384–1421.
- Emanzipation wovon. Zum Verhältnis des amerikanischen und des deutschen Jazz in den 50er und 60er Jahren, in: Annette Kreutziger-Herr & Manfred Strack (Hrsg.): Aus der Neuen Welt. Streifzüge durch die amerikanische Musik des 20. Jahrhunderts, Hamburg 1997, ISBN 3-8258-3269-4, S. 299–312.
- Jazz im Konzert, in: Gerhard Eder & Wolfgang Gratzer (Hrsg.): Der Trend zum Event, Saalfelden 1998, S. 64–69.
- The Music Goes 'Round and 'Round (and it comes out... HERE). Anmerkungen zur Beziehung zwischen Schallplatten und Jazz, in: Harald Justin & Nils Plath (Hrsg.): Tonabnehmer. Populäre Musik im Gebrauch, Münster 1998, ISBN 978-3-89126-057-9, S. 129–143.
- Black Beauty, Black Power. Tradition und Revolution in der Musik John Coltranes, in: Bernd Hoffmann & Helmut Rösing (Hrsg.): ... Und der Jazz ist nicht von Dauer. Aspekte afro-amerikanischer Musik, Karben 1998, ISBN 978-3-00-003272-1, S. 309–332.
- Aufgaben und Möglichkeiten der musikalischen Transkription in der Jazzforschung, in: Hermann Danuser & Tobias Plebuch (Hrsg.): Musik als Text. Bericht über den Internationalen Kongreß der Gesellschaft für Musikforschung, Freiburg im Breisgau 1993, Vol. II, Kassel 1998, ISBN 978-3-7618-1403-1, S. 49–54.
- Der Analytiker-Blues. Anmerkungen zu Entwicklung und Dilemma der Jazzanalyse von den 30er Jahren bis heute, in: Jazzforschung / jazz research, #31 (1999), ISBN 978-3-201-01733-6, S. 27–42.
- Heavenly Music und Elefantenherden. Die Kirchenorgel und der Jazz, in: Kirchenmusikalische Nachrichten, 50/4 (Oct/Dec.1999), ISSN 0939-4761, S. 4–12.
- Beiträge in: Samuel A. Floyd (Hrsg.): International Dictionary of Black Composers. Fitzroy Dearborn Publ., Chicago 1999, ISBN 1-884964-27-3 (2 Bände) [Beiträge über John Lewis, Jelly Roll Morton, Cecil Taylor].
- Woher – wohin. Einige Gedanken zur Entwicklung des Jazz im 20. Jahrhundert, in: Jean-Pierre Reinle (Hrsg.): „Your Own Voice“. Ein Kaleidoskop von improvisierter Musik, Zürich 2001, ISBN 978-3-0340-0507-4, S. 19–30.
- Medieval Blues. Zu Projekten mit Jazz und mittelalterlicher Musik, in: Wolfgang Gratzer & Hartmut Möller (Hrsg.): Übersetzte Zeit. Das Mittelalter und die Musik der Gegenwart, Hofheim 2001, ISBN 978-3-923997-92-3, S. 291–307.
- Vom Sein, vom Nichts, von Bananen und von Cowboyhüten. Wie sich die Existentialisten den Jazz vorstellten und der Jazz in Paris zu einer Mode wurde, in: Oliver Brüchert & Christine Resch (Hrsg.): Zwischen Herrschaft und Befreiung. Kulturelle, politische und wissenschaftliche Strategien (Festschrift Heinz Steinert zum 60. Geburtstag), Münster 2002, ISBN 3-89691-521-5, S. 244–259.
- Jazz, GI's und German Fräuleins. Einige Anmerkungen zur deutsch-amerikanischen Beziehung im musikalischen Nachkriegsdeutschland, in: Thomas Phlebs & Bernd Hoffmann & Franz Kerschbaumer & Franz Krieger (Hrsg.): Festschrift für Ekkehard Jost zum 65. Geburtstag, Graz 2002/2003 (= Jazzforschung/jazz research, #34, 2002), ISBN 3-201-01795-7, S. 77–88.
- Charles Mingus. Jazz Composition after Ellington, in: Musica Oggi, #22 (2002), S. 9–23.
- The different sides of myself. Interkulturelle Aspekte im musikalischen Schaffen Peter Kowalds, in: Institut für Neue Musik und Musikerziehung Darmstadt (Hrsg.): Welt@musik. Schlaglichter, Aufbruch – Umbruch, Zeiten – Räume, Modelle, Nähe – Ferne, Mainz 2004, ISBN 978-3-7957-1834-3, S. 257–269.
- Beiträge in: Wolfgang Sandner (Hrsg.): Jazz. Handbuch der Musik im 20. Jahrhundert, Laaber 2005, ISBN 978-3-89007-429-0, S. 11–77 (Kapitel „Jazz. Historischer Überblick“, Kapitel „Die Jazz-Analyse“)
- Beiträge in: Jazz-Klassiker. 2 Bde. Hg. von Peter Niklas Wilson. Reclam, Stuttgart 2005, ISBN 3-15-030030-4 (Essays über Louis Armstrong, Count Basie, Benny Carter, Ella Fitzgerald, Benny Goodman, Lionel Hampton, Fletcher Henderson, Earl Hines, Modern Jazz Quartet, Jelly Roll Morton, Benny Moten, Oscar Peterson, Art Tatum, Jack Teagarden, Mary Lou Williams, jeweils mit ausgewählten Hörempfehlungen und Literaturhinweisen).
- Parker's Mood. Genesis of a Blues Improvisation, in: Musica Oggi (Mailand), 24 (2005/2006), S. 65–90.
- Expatriate Musicians in Europe, in: Karen A. Chandler & Jack McCray (Hrsg.): Return to the Source. Charleston. A Cradle of Jazz, Charleston 2006, S. 63–73.
- Die Verteidigung der Schublade. Über die Angst des Jazzmusikers vorm kategorisierenden Denken, in: Ingrid Karl & Bernhard Kraller (Hrsg.): Atpyical Jazz – 25 Jahre Wiener Musik Galerie, Wien 2007, S. 161–165.
- Parker's Mood. Genese einer Bluesimprovisation, in: Ole Kongsted & Niels Krabbe & Michael Kube & Morten Michelsen (Hrsg.): A due. Musical Essays in Honour of John D. Bergsagel & Heinrich W. Schwab, Kopenhagen 2008, ISBN 978-87-635-0925-1, S. 322–345.
- Joachim Ernst Berendt. A Personal Reflection upon His Importance to Jazz in Germany, in: Andrew Hurley: The Return of Jazz. Joachim-Ernst Berendt and West German cultural change, New York 2009, ISBN 978-1-84545-566-8, S. 233–237.
- Free! Music! Production!, in: Jost Gebers (Hrsg.): FMP. Im Rückblick – In Retrospect. 1969–2010, Berlin/Wuppertal 2010, S. 17–23.
- Beiträge in: Helga de LaMotte-Haber (Hrsg.): Dokumente zur Musik des 20. Jahrhunderts, Bd. 2. Laaber Verlag, Laaber 2011, ISBN 978-3-89007-756-7 (= Handbuch zur Musik des 20. Jahrhunderts; Bd. 14).
- The Different Sides of Myself. Interkulturelle Aspekte im musikalischen Schaffen Peter Kowalds, in: Judith Schmidt, Sandra Keßler, Michael Simon (Hrsg.): Interkulturalität und Alltag, Münster 2012, ISBN 978-3-8309-2684-9, S. 115–127.
- Ich lasse den Alltag im Klavierspielen zu, in: Erik van den Berg (Hrsg.): Worp en wederworp. 26 interviews met Misha Mengelberg, Amsterdam 2015, ISBN 978-90-79020-30-0, S. 114–122.
- Do You Know What It Means... The Myth Called New Orleans in Jazz History, its Origin and its Influence on Jazz up to the Present Day, in: Ottmar Ette & Gesine Müller (Hrsg.): New Orleans and the Global South. Caribbean, Creolization, Carnival, Hildesheim 2017, ISBN 978-3-487-15504-3, S. 201–218.
- „Red, White and Blue“ oder Black, Brown and Beige? Zum Verhältnis zwischen Jazz und Politik in den USA des 20. Jahrhunderts, in: Andreas Linsenmann & Thorsten Hindrichs (Hrsg.): Hobsbawm, Newton und Jazz. Zum Verhältnis von Musik und Geschichtsschreibung, Paderborn 2016, ISBN 978-3-506-78295-3, S. 51–75.
- Dann spielen wir, was Sie dirigieren! Ein Überblick über die Tradition von Komposition und Dirigat im Jazz mit ein paar speziellen Fragen an die Dirigenten und Komponisten Dieter Glawischnig und Mathias Rüegg, in: Alexander Drčar & Wolfgang Gratzer (Hrsg.): Komponieren & Dirigieren. Doppelbegabungen als Thema der Interpretationsgeschichte, Freiburg 2017, ISBN 978-3-7930-9861-4, S. 257–286.
- Was wäre denn politischer als die Utopie erschaffen? Jazz als musikalische Praxis der Gegenwart, in: Musik & Ästhetik, 22/76 (Apr. 2018), ISSN:1432-9425, S. 80–84
- New Orleans, the „Creole Concept“, and Jazz, in: Nicholas Gebhardt & Nichole Rustin-Paschal & Tony Whyton (Hrsg.): The Routledge Companion to Jazz Studies, New York 2019, ISBN 978-1-138-23116-0, S. 241–250
- 1968 – Bremen – Brötzmann. Eine Reflexion über das ungewollt Revolutionäre eines Jazzalbums, in: Martin Pfleiderer & Wolf-Georg Zaddach (Hrsg.): Jazzforschung heute. Themen, Methoden, Perspektiven, Berlin 2019, ISBN 978-3-9817865-3-8, S. 79–102
- A Clash of Identities. How Aspects of Gender and Identity Influence Both the Music and Its Perception, in: James Reddan, Monika Herzig & Michael Kahr (Hrsg.): The Routledge Companion to Jazz and Gender, New York 2023,  ISBN 978-0-367-53414-1, S. 168–176